# Henry Waldegrave (1er baron Waldegrave)
Henry Waldegrave, 1er baron Waldegrave (1661 - 24 janvier 1689) est un pair anglais et un partisan jacobite. 

## Biographie
Fils de Charles Waldegrave, 3e baronnet, il hérite du titre de son père vers 1684. Un an plus tôt, le 29 novembre, il épouse Henrietta FitzJames , fille illégitime du roi Jacques II et de sa maîtresse, Arabella Churchill. À la suite de son mariage, il est élevé à la pairie en tant que baron Waldegrave de Chewton, Somerset, en 1686. 
Il a deux enfants - Arabella Waldegrave et James Waldegrave (1er comte Waldegrave). 
Il devient contrôleur de la maison en 1687 et occupe ce poste à la cour du roi en exil à Saint-Germain-en-Laye jusqu'à sa mort en 1689. 